# Kendall, Florida
Kendall är en ort (CDP) i Miami-Dade County, i delstaten Florida, USA. Enligt United States Census Bureau har orten en folkmängd på 75 371 invånare (2010) och en landarea på 41,6 km².